# Centaurea cheirolopha
Centaurea cheirolopha — вид рослин роду волошка (Centaurea), з родини айстрових (Asteraceae).

## Опис рослини
Це багаторічна рослина з прямовисними або висхідними стеблами 20–25 см, прості або з декількома гілками. Листки зелені й голі зверху, знизу сіро-ворсисті, змінної форми, прикореневі та нижні, як правило, ліроподібні; серединні та верхні листки ланцетні до лінійно-ланцетні. Кластер філаріїв (приквіток) 15–20 × 9–12 мм, ± яйцюватий; придатки невеликі, коричневі, широкотрикутні. Квітки жовті. Сім'янки 4–5.5 мм; папуси 0.5–1.5 мм, внутрішній ряд не суттєво відрізняється. Період цвітіння: червень — серпень.

## Середовище проживання
Зростає в Туреччині, Лівані й Сирії. Населяє Quercus та Pinus ліси, степ.